# 8 Rue de l'Humanité
Pour plus de détails, voir Fiche technique et Distribution.
8 Rue de l'Humanité est un film français réalisé par Dany Boon et sorti en 2021 sur Netflix.

## Synopsis
En raison de la pandémie de Covid-19 et du confinement, les rues de Paris sont désertées. Alors que la population parisienne fuit en province, sept familles restent dans leur immeuble situé au 8 rue de l'Humanité dans le 11e arrondissement.
Dans l'immeuble se trouve : Louise (Liliane Rovère) patronne de bistrot ; Jean-Paul (Yvan Attal) scientifique ambitieux s'acharnant à trouver un vaccin ; Martin (Dany Boon), hypocondriaque et Claire (Laurence Arné), son épouse avocate qui tente de concilier sa vie professionnelle et sa vie de famille ; Samuel (Tom Leeb), coach sportif commençant à prendre du poids et sa compagne Agathe (Alison Wheeler), enceinte de 7 mois, qui finit par rencontrer le succès sur internet avec sa chanson anti-Covid ; Tony (François Damiens), self-made man ayant réussi dans le commerce de la cigarette électronique, mais qui découvre que Basile, son fils âgé de 8 ans a un niveau scolaire bien meilleur que lui ; Diego, concierge de l'immeuble, dont l'épouse est hospitalisée, atteinte de la Covid.
Ce confinement va faire redécouvrir la vie en communauté : Basile et Louna vont tomber amoureux, les adultes vont connaitre des joies et des angoisses, se découvrir, se rapprocher, se disputer et se réconcilier.

## Fiche technique
Sauf indication contraire, les informations mentionnées dans cette section peuvent être confirmées par les bases de données cinématographiques IMDb et Allociné,  présentes dans la section « Liens externes ».
- Titre original : 8 Rue de l'Humanité
- Réalisation : Dany Boon
- Scénario : Dany Boon et Laurence Arné
- Musique : Alexandre Lecluyse
- Décors : Pierre Renson
- Costumes : Laetitia Bouix
- Photographie : Glynn Speeckaert
- Son : Pierre Mertens, Thomas Gauder, Olivier Mortier
- Montage : Hervé de Luze
- Production : Jérôme Seydoux, Dany Boon, Patrick Quinet et Ardavan Safaee
  - Production exécutive : Eric Hubert
  - Production déléguée : Jasmina Torbati
- Sociétés de production[1],[2] :
  - France : Pathé Films et Netflix Studios France
  - Belgique : Artémis Productions, 26 Db Productions et Inver Tax Shelter
- Sociétés de distribution : Netflix (sortie directement en VOD)
- Budget : 14 493 079 €[3]
- Pays de production :  France,  Belgique
- Langues originales : français, espagnol
- Format[4] : couleur - 2,00:1 - son Dolby Digital
- Genre : comédie
- Durée : 125 minutes
- Dates de sortie[5] :
  - France, Belgique, Québec : 20 octobre 2021 (sortie sur Netflix)
- Classification[6] :
  - France : tous publics (conseillé à partir de 7 ans)

## Distribution
- Dany Boon : Martin, hypocondriaque
- François Damiens : Tony, vendeur de cigarettes électroniques
- Laurence Arné : Claire, avocate, épouse de Martin
- Yvan Attal : Jean-Paul, scientifique ambitieux et sans scrupule
- Alison Wheeler : Agathe, chanteuse enceinte tentant de lancer sa carrière sur internet
- Tom Leeb : Samuel, coach sportif sur internet, compagnon d'Agathe
- Liliane Rovère : Louise, la propriétaire du bar
- Jorge Calvo : Diego, concierge de l'immeuble
- Rose de Kervénoaël : Louna, fille de Martin et Claire
- Milo Machado-Graner : Basile, fils de Tony et Isabelle
- Éve Margnat : Victoire, fille de Tony et Isabelle
- Myriam Bourguignon : Isabelle, épouse de Tony
- Nawell Madani : Leïla, médecin des urgences
- Élie Semoun : un policier
- Randiane Naly : une policière
- Tatiana Gousseff : la caissière de la supérette
- Isabelle de Hertogh : une cliente de la supérette
- Clara Cirera : concierge de l'immeuble, épouse de Diego
- Antonia de Rendinger : l'institutrice de Basile

## Production
Le tournage débute en novembre 2020 et se déroule pendant une trentaine de jours en Belgique avec le soutien du Tax shelter. Quelques plans sont réalisés à Paris. À Paris, les plans extérieurs sont tournés devant le 7 passage Thiéré (on reconnait le portail) et rue des Taillandiers (rue pavée de promenade de Basil le chien). Le Bar de l'Humanité du film est en réalité le TrucMush.
Le film sort sur la plateforme de vidéo à la demande Netflix le 20 octobre 2021. Le réalisateur préfère tirer parti de cette exclusivité ; en effet, le film est disponible dans une trentaine de langues différentes, idem pour les sous-titres, et sa facilité d'accès (théoriquement, parce qu'il est nécessaire d'avoir un abonnement en cours) permet une plus large diffusion (près de 200 pays) pour un sujet qui, selon le réalisateur, s'y prête. Néanmoins, l'acteur et réalisateur a révélé que le film serait diffusé sur une grande chaine hertzienne française courant 2022. Le film est finalement diffusé pour la première fois à la télévision par TF1, le 2 juillet 2023. C'est la deuxième fois qu'une production originale Netflix se retrouve en prime-time sur TF1, après la série Marseille en 2016.